# Syngrapha montana
Syngrapha montana là một loài bướm đêm trong họ Noctuidae.